# Rivière des Iroquois (rivière Nottaway)
Pour les articles homonymes, voir Iroquois (homonymie).
La rivière des Iroquois est un affluent de la rivière Nottaway, dans la région administrative du Nord-du-Québec, dans la province de Québec, au Canada.

## Géographie
Les principaux bassins versants voisins sont :
- côté nord : rivière Nottaway, rivière Lepallier, rivière Fabulet ;
- côté est : rivière Fabulet, rivière Nottaway ;
- côté sud : rivière Kitchigama, rivière Obamsca ;
- côté ouest : rivière Patrick, rivière Kitchigama.

La rivière des Iroquois prend sa source à l’embouchure du lac Esther (altitude : 244 m). L’embouchure du lac Esther est située au Nord-Est du cours de la rivière Kitchigama, à l’Ouest de la rivière Nottaway, au Nord-Ouest du centre-ville de Matagami.
À partir de l’embouchure du lac Esther, la rivière des Iroquois coule sur environ 62 km selon les segments suivants :
- vers le nord, jusqu’à un ruisseau (venant de l’est) ;
- vers le nord-ouest, jusqu’à la rivière Fabulet (venant du sud-est) ;
- vers le nord-ouest, jusqu’à son embouchure[2].

La rivière Des Iroquois se déverse sur la rive gauche de la rivière Nottaway. Cette confluence est située :
- au sud-est de l’embouchure de la rivière Nottaway (confluence avec la Baie de Rupert) ;
- au nord-ouest du centre-ville de Matagami ;
- au nord-ouest de l’embouchure du lac Matagami.

## Toponymie
Selon l’Atlas du Canada, le terme « Iroquois » est utilisé dans 53 désignations de lieux. Les nations iroquoises ont grandement influencé la toponymie en Amérique du Nord.
Le toponyme « rivière des Iroquois » a été officialisé le 5 décembre 1968 à la Commission de toponymie du Québec, soit à la création de cette commission